# Han Song-chol
Han Song-chol ((한성철?, 韓成哲?); 10 luglio 1977) è un calciatore nordcoreano, difensore dell'April 25.